# ニイカ国立公園
ザンビア側のニイカ国立公園については、ニイカ国立公園 (ザンビア)を参照のこと
ニイカ国立公園（Nyika National Park）は、マラウイ国内で最大の国立公園であり、3200km²（1250 mile2）の面積を擁する。

## 場所とアクセス

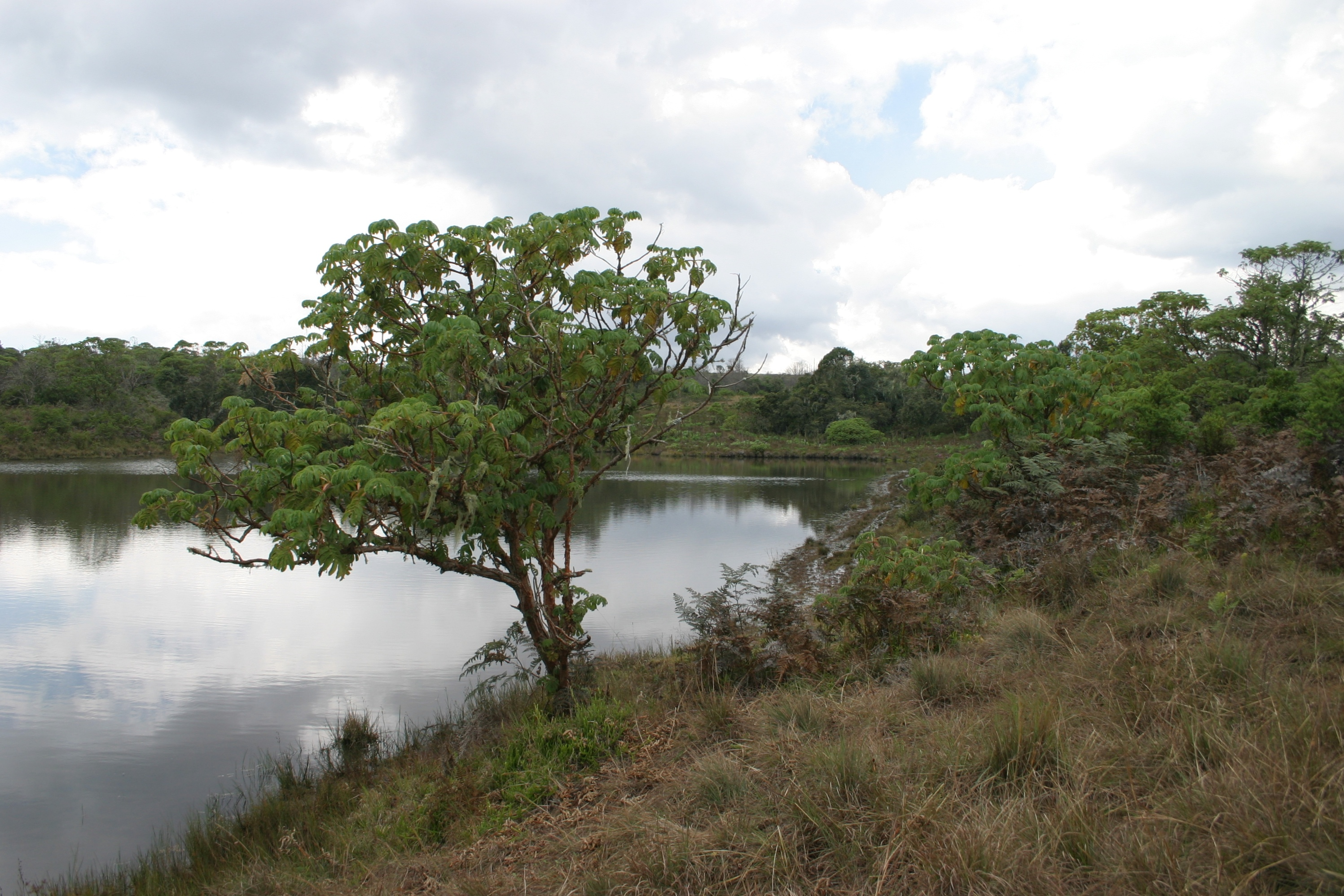
国立公園内にあるカウリメ湖

ニイカ国立公園は、マラウイ北部州に位置するニイカ高原のほぼ全域をカバーしており、道路距離でリロングウェから北へ480km、ルンピから北へ60kmの場所にある。なお、リビングストニアの町から国立公園の境界まではわずか35kmの距離であるが、東側からは園内にアクセスできないので注意を要する。
ルンピ方面から訪れるには、ルンピ（Rumphi）からカツンビ（Katumbi）の方角へ向かう未舗装の一本道を北西に進んだ後、カツンビ国境検問所へのルート（109号腺）ではなくザンビアとの国境に沿って北東方向へ伸びる山道のルート（9号線）を進み、その後東へ向かう山道（102号線）を進むと、宿泊施設などが置かれているチェリンダ（Chelinda）集落に到着する。なお、そこから東の方角の公園中心部近くには、ニイカ国立公園本部が設置されている。

## 特徴
ニイカ（Nyika）はスワヒリ語で"東アフリカ沿岸地帯の奥地"を意味する。この国立公園内は、海抜の高さに由来して周辺の地域よりも高湿度であり、また、しばしば雲に覆われている。雨季には200種を超えるランが咲き乱れるほか、雨季以外の季節にも様々な植物を見ることが可能である。
ニイカ国立公園を観光するには、マウンテンバイクや乗馬、あるいはより快適な四輪駆動車を利用するのが良い。園内には小型のダイカーやイランド、ローンアンテロープなどが生息しているほか、サバンナシマウマなどもよく見られる。また、中央アフリカで最もヒョウの生息密度が高い場所の1つであるほか、イボイノシシやカワイノシシのような小型の哺乳類が数多く生息している。アフリカゾウやアフリカスイギュウは公園内北部の海抜が比較的低い地域に生息する場合が多いが、ライオンとゾウに関しては近年、高原地帯でも生息が確認されている。

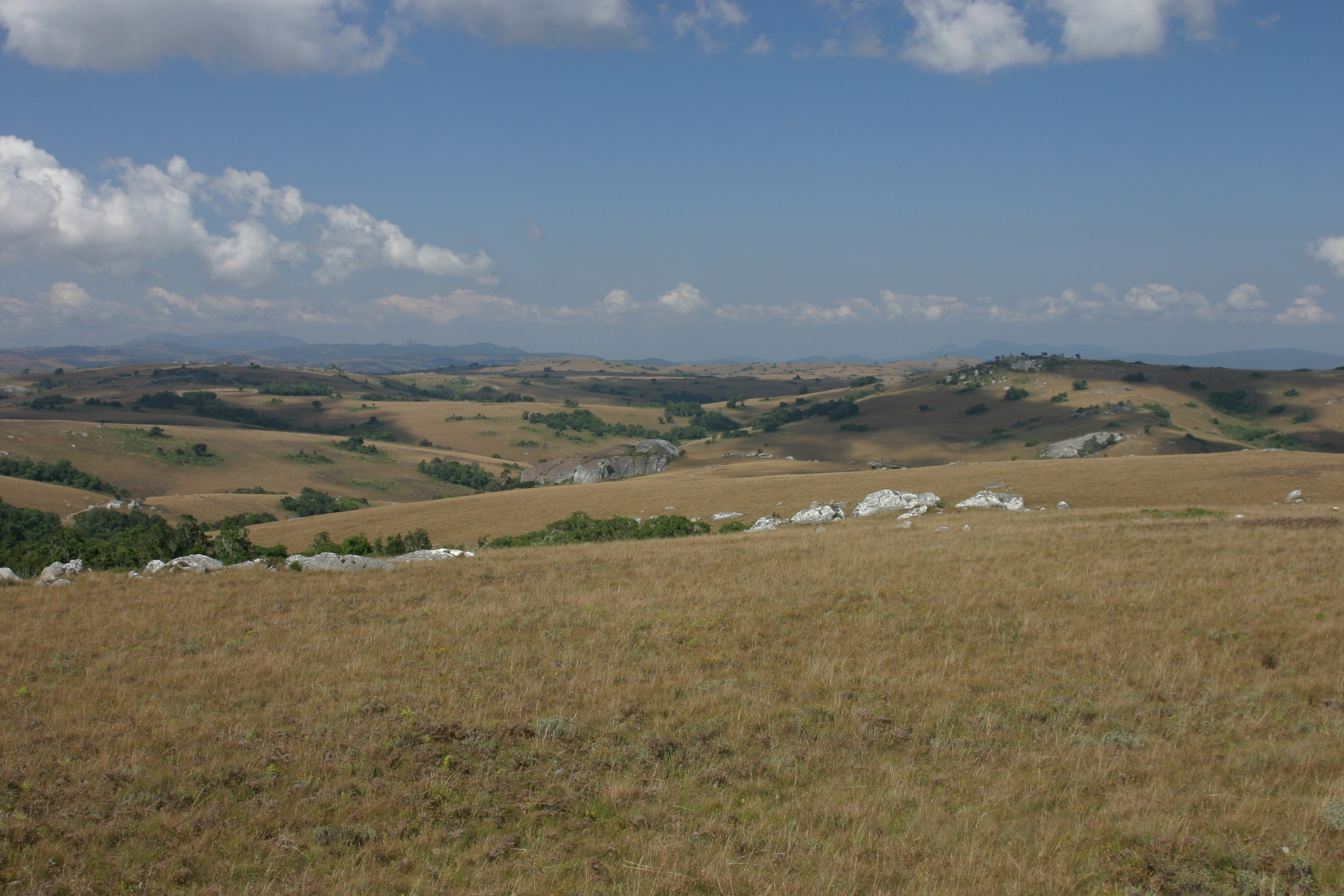
ニイカ高原の典型的な地形

また、400種を超える鳥類の生息が園内で確認されているが、その中でも特に貴重な主としては、アフリカチュウノガンやホオカザリヅルのほか、ニイカ高原の固有種であるアカハネシャコが知られている。その他の観光名所には、滝や新石器時代の岩窟住居、さらには"魔法の湖"（magic lake）がある。
なお、近年改装されたチェリンダキャンプや真新しい丸太小屋では宿泊することが可能である。さらに、リロングウェやムズズ間に定期便を持つ滑走路がある。
また、ニイカ国立公園から南に50kmの地区にはヴワザ湿地動物保護区がある。ヴワザ湿地動物保護区はニイカ国立公園と異なった環境の低湿地帯であり、生息する動植物も異なるため、一度の観光旅行の際に双方を回る観光客もいる。

## ザンビア側のニイカ国立公園との関係

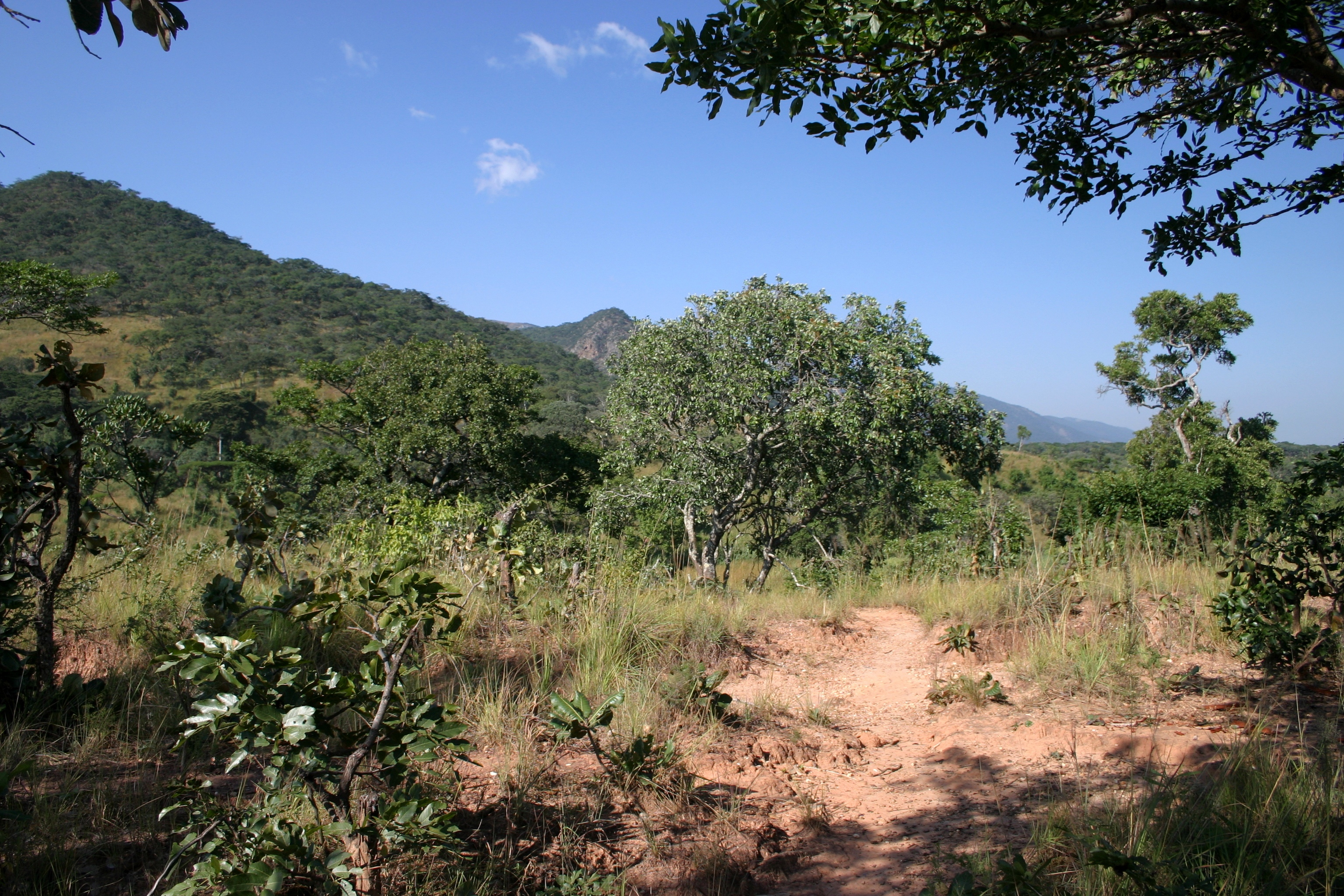
ニイカ国立公園内のミオンボ林

ニイカ高原の西側地区の一部、およそ80km²のエリアは隣国のザンビア領となっており、マラウイ側と同名のニイカ国立公園となっている。このザンビアの国立公園は、ザンビア側からの道が通じておらず、ザンビア人もマラウイ国内を経由しなければ訪れることができない。
この園内には、優れた景観と植民地時代の建築をモチーフとした休泊所がある。かつて、両国の国立公園のうち、ザンビア側の公園内にしか宿泊施設がなかった当時、マラウイ側から観光に来た人々は、"ザンビア入国料"（Zambia entrance fee）と宿泊代を支払うことで、国境での手続きを省略してザンビア側の休泊所に滞在できた。このレストハウスは1998年に閉鎖されたが、2006年に"ニイカハウス"（Nyika House）として再開され、事前予約した団体旅行客のみが利用できるようになった。

## 世界遺産登録区域の候補
ニイカ国立公園は、2000年5月17日にユネスコ世界遺産の暫定リストへ、複合遺産 (世界遺産)の区分で掲載されている。